# Colostygia vernalis
Colostygia vernalis är en fjärilsart som beskrevs av Dioszeghy 1930. Colostygia vernalis ingår i släktet Colostygia och familjen mätare. Inga underarter finns listade i Catalogue of Life.